# Алан Гігер
Алан Гігер (англ. Alan J. Heeger; нар. 22 січня 1936, Су-Сіті, Айова, США) — американський фізик і хімік, лауреат Нобелівської премії з хімії (2000, спільно з А. Макдіармід і Х. Сіракава).
Закінчив університет Небраски (бакалавр, 1957) і Каліфорнійський університет в Берклі (доктор філософії, 1961). У 1962—1982 працював в Пенсільванському університеті. З 1982 — професор фізики в Каліфорнійському університеті в Санта-Барбарі, в 1982—1999 директор Інституту полімерів і органічних матеріалів. З 1999 одночасно працює в різних комерційних компаніях.
Спільно з Аланом Макдіармідом і Хідекі Сіракава розробив методи отримання органічних полімерних матеріалів, електропровідність яких порівнянна з електропровідністю металів.